# Shara Marche
Shara Marche (née Gillow le 23 décembre 1987 à Nambour dans le Queensland) est une coureuse cycliste australienne, professionnelle de 2011 à 2020. Elle est notamment championne d'Australie du contre-la-montre en 2011 et 2012. C'est une spécialiste du contre-la-montre, ainsi qu'une bonne grimpeuse.

## Biographie
Shara est la fille de David Gillow, un coureur cycliste qui a représenté le Zimbabwe aux Jeux olympiques de Moscou. Elle étudie les langues au Western Sydney Institute et est titulaire d'une licence. En 2012, elle habite à Belli.
Son entraîneur est Martin Barras à partir de 2010. 
En 2013, elle s'impose en solitaire dans la troisième étape du Tour du Trentin en devançant ses suiveuses de plus d'une minute.
Sur le Tour d'Italie 2013, elle termine dixième de la troisième étape à un peu plus d'une minute de Marianne Vos. Elle est douzième le lendemain, à vingt-deux secondes de la Néerlandaise. Lors de la cinquième étape, elle est cinquième à deux minutes trente-huit de Mara Abbott et remonte à la sixième place du classement général. Elle est septième le lendemain et gagne encore une place au classement général grâce au déclassement de Fabiana Luperini. Sur le contre-la-montre de la dernière étape, elle termine troisième. Cela lui permet de passer Francesca Cauz au classement général tout en maintenant à dix secondes Evelyn Stevens deuxième du contre-la-montre. Elle termine donc ce Tour d'Italie à la quatrième place.
Au Tour de Thuringe, alors que sa coéquipière Emma Johansson porte le maillot de leader, elle remporte le contre-la-montre de la quatrième étape et remonte à la deuxième place du classement général à cinq secondes de la Suédoise. Elle conserve cette place jusqu'à la fin de l'épreuve.
En 2016, lors de l'Open de Suède Vårgårda, un groupe de neuf coureuses avec les principales équipes représentées part à mi-course. Il est constitué de : Emilia Fahlin, Amy Pieters, Chantal Blaak, Lotta Lepistö, Maria Giulia Confalonieri, Hannah Barnes, Amanda Spratt , Julia Soek et Shara Gillow. Même si l'avance de cette échappée ne dépasse jamais deux minutes, la poursuite ne s'organisant pas, elle se dispute la victoire. Emilia Fahlin anticipe le sprint et s'impose seule. Shara Gillow est neuvième.
En 2017, elle quitte Rabo Liv pour rejoindre l'équipe française FDJ-Nouvelle Aquitaine-Futuroscope. Aux Strade Bianche, une sélection s'opère dans l'avant-dernier secteur gravier et seules cinq coureuses sont en tête : Elisa Longo Borghini, Elizabeth Deignan, Katarzyna Niewiadoma rejointes immédiatement par Annemiek van Vleuten et Katrin Garfoot. En l'absence d'information de course, les cinq coureuses se font surprendre par le retour de Lucinda Brand et Shara Gillow à trois kilomètres de l'arrivée. Les deux athlètes attaquent immédiatement et obtiennent une avance de quelques secondes au pied de la montée finale. Les cinq poursuivantes recollent cependant dans la partie la plus pentue de la Via Santa Caterina. Shara Gillow se classe sixième.
Elle met un terme à sa carrière à l’issue de la saison 2020.
Elle a suivi une formation de cuisinière et de nutritionniste. Après sa carrière, elle devient nutritionniste pour les équipes SD Worx et Groupama-FDJ.

## Vie privée
Elle se marie en avril 2019 à Nicolas Marche, directeur sportif de l'équipe FDJ-Nouvelle Aquitaine-Futuroscope en 2016. Le couple vit à Besançon (à partir de 2021).

## Palmarès

### Par années
- 2008
  - 2e du Tour de Bright
- 2009

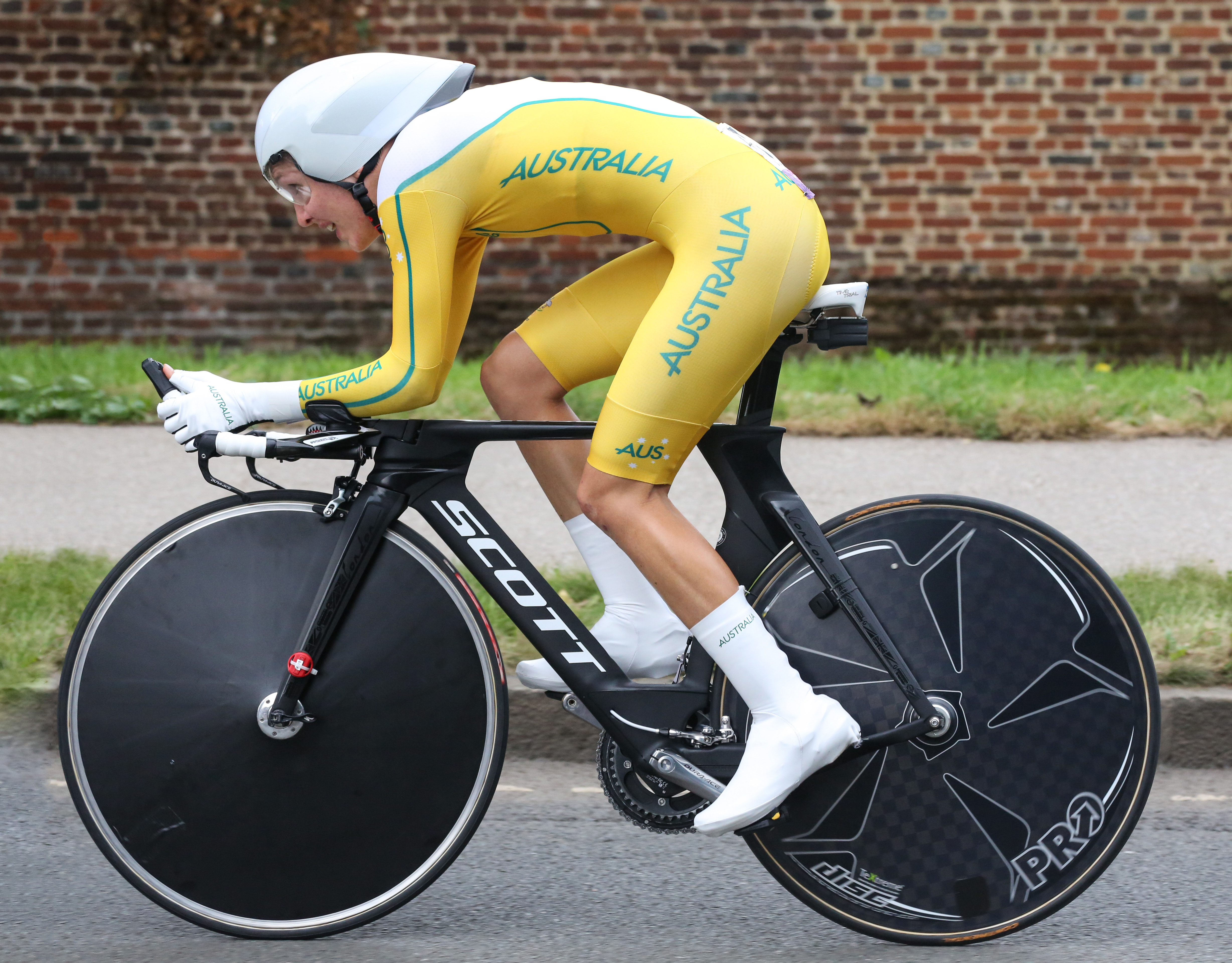
Lors du contre-la-montre des Jeux olympiques de Londres

  - 2e du championnat d'Australie du contre-la-montre espoirs
  - 2e du Tour de Canberra
- 2010
  - 6e du contre-la-montre par équipes de l'Open de Suède Vårgårda
  - 8e du championnat du monde du contre-la-montre
- 2011
  -  Championne d'Océanie sur route
  -  Championne d'Océanie du contre-la-montre
  -  Championne d'Australie du contre-la-montre
  - 2e étape du Tour d'Italie
  - 3e du Tour de Thuringe
  - 4e du contre-la-montre par équipes de l'Open de Suède Vårgårda
  - 9e du Tour d'Italie
- 2012
  -  Championne d'Océanie du contre-la-montre
  -  Championne d'Australie du contre-la-montre
  -  Médaillée d'argent au championnat du monde du contre-la-montre par équipes
  -  Médaillée d'argent du championnat d'Océanie sur route
  - 2e du Tour de Nouvelle-Zélande
  - 2e du contre-la-montre par équipes de l'Open de Suède Vårgårda
  - 10e du championnat du monde du contre-la-montre
- 2013
  -  Championne d'Australie du contre-la-montre
  - 3e étape du Tour du Trentin
  - 4e étape du Tour de Thuringe (contre-la-montre)
  - 2e du Tour de Thuringe
  -  Médaillée de bronze au championnat du monde du contre-la-montre par équipes
  - 3e du contre-la-montre par équipes de l'Open de Suède Vårgårda
  - 3e du Chrono champenois
  - 4e du Tour d'Italie
- 2014
  -  Championne d'Océanie du contre-la-montre
  - 2e du championnat d'Australie du contre-la-montre
  -  Médaillée de bronze du championnat d'Océanie sur route
  - 3e du BeNe Ladies Tour
  - 4e du contre-la-montre par équipes de l'Open de Suède Vårgårda
- 2015
  -  Championne d'Australie du contre-la-montre
  - Contre-la-montre par équipes de l'Open de Suède Vårgårda
  -  Médaillée de bronze du championnat du monde du contre-la-montre par équipes
  - 3e du championnat d'Australie sur route
  - 10e du Tour d'Italie
- 2016
  - 2e du championnat d'Australie du contre-la-montre
  - 2e de Gracia Orlová
  - 3e du contre-la-montre par équipes de l'Open de Suède Vårgårda
  - 9e de la course en ligne de l'Open de Suède Vårgårda
- 2017
  - Tour de Charente-Maritime féminin
  - 2e du championnat d'Australie du contre-la-montre
  - 2e de Durango-Durango Emakumeen Saria
  - 3e du GP de Plumelec
  - 5e de la Flèche wallonne
  - 5e de La course by Le Tour de France
  - 6e des Strade Bianche
  - 7e de Liège-Bastogne-Liège
  - 8e du contre-la-montre par équipes de l'Open de Suède Vårgårda
- 2018
  - 3e du championnat d'Australie du contre-la-montre
  - 6e de la Flèche wallonne
  - 9e de Liège-Bastogne-Liège

### Classements mondiaux
| Année                                 | 2009 | 2010 | 2011 | 2012 | 2013 | 2014 | 2015 | 2016 | 2017 | 2018 | 2019 | 2020 |
| ------------------------------------- | ---- | ---- | ---- | ---- | ---- | ---- | ---- | ---- | ---- | ---- | ---- | ---- |
| Classement UCI                        | 228e | 126e | 23e  | 43e  | 25e  | 85e  | 107e | 81e  | 25e  | 78e  | 154e | 155e |
| UCI World Tour                        |      |      |      |      |      |      |      | 56e  | 19e  | 59e  | 88e  | 112e |
|                                       |      |      |      |      |      |      |      |      |      |      |      |      |
| Légende : nc = non classéSource : UCI |      |      |      |      |      |      |      |      |      |      |      |      |